# Arisaema menglaense
Arisaema menglaense — многолетнее вечнозелёное травянистое растение, вид рода Аризема (Arisaema) семейства Ароидные (Araceae).

## Ботаническое описание
Многолетние, вечнозелёные, однодомные или мужские травянистые растения.
Корневище вертикальное, светло-коричневое снаружи, цилиндрическое, 5—6 см длиной, 2,5—3 см в диаметре, с многочисленными узлами с почками и корнями 10—15 см длиной.
Ложный стебель отсутствует.

### Листья
Катафиллов 5, кровавого цвета, 5—8 см длиной, 1,5—2 см шириной, два из них окружают черешки и цветоножку и три — непосредственно цветоножку, чешуевидные.
Листьев один или два, появляющиеся в разные сезоны из разных почек корневища. Черешки с неприметными белыми пятнами, цилиндрические, около 45 см длиной и 5—8 мм в диаметре. Листовая пластинка зелёная, состоит из трёх листочков; центральный листочек на черешочке 1,7 см длиной, овальный, около 21 см длиной и 11 см шириной, в основании клиновидный, на вершине заострённый с остриём около 1 см длиной; боковые листочки с черешочками около 1,5 см длиной, косо-широколанцетовидные, на вершине заострённые, с остриём 0,9—1 см длиной. Боковые жилки по 7—9 с каждой стороны, общая жилка в 4—9 мм от края.

### Соцветия и цветки
Цветоножка зелёная, цилиндрическая, короче черешков, около 20 см длиной и 0,5 см в диаметре. Покрывало зелёное с многочисленными продольными жилками, 6—9 см длиной. Трубка воронкообразная, около 7 см длиной и 1,5—3 см в диаметре, края горловины загнутые на 8 мм шириной; пластинка наклонённая вперёд, продолговатая, около 6,5 см длиной и 4 см шириной.
Двуполый початок около 3,5 см длиной; женская зона около 1,5 см длиной; женские цветки расположены плотно; завязь зеленоватая, обратнояйцевидная, примерно 2,5 мм длиной, 1—2 мм шириной; семяпочки прямые, вертикальные; мужская зона около 2 см длиной; синандрии слабый, из двух или трёх сросшихся тычинок; нити около 2 мм длиной; пыльников три, каждый из двух теков; теки полушаровидные, около 1 мм в диаметре, вскрываются верхушечным разрезом. Придаток вертикальный, сидячий, пурпуровый в основании, далее зелёный, около 5,5 см длиной и 1—4 мм в диаметре, обычно отдалённый от покрывала примерно на 1 см, покрытый нитевидными стерильными цветками; стерильные цветки вертикальные, зелёные, 5—10 мм длиной. Мужской початок около 3 см длиной и 2 мм в диаметре; придаток около 5 см длиной.
Цветёт в декабре — феврале.

## Распространение
Встречается в Китай (Южный Юньнань).
Растёт в тропических сезонных лесах, на высоте 1000 — 1100 м над уровнем моря.